# Sound Horizon
Sound Horizon (Са́унд Хора́йзон) — японская симфорок-группа с композитором Revo в качестве лидера. Существует с 2001 года.
В 2012 году Revo основал новый проект под названием «Linked Horizon», который записывает песни для сторонних проектов. Фанаты сокращенно называют Sound Horizon «Санхорой» (サンホラ), а Linked Horizon — «Линхорой»（リンホラ), полное самоназвание группы «Фантастический оркестр Sound Horizon» (яп. 幻想音楽団 Sound Horizon)

## История
В середине 1990-х годов Рево начал выкладывать свою музыку на свой веб-сайт. В 2001 году, вместе с другом Ёкояном (Yokoyan), который и поныне является автором всех иллюстраций и обложек группы, выпустил 1-й альбом 1st story Chronicle на 61-м Комикете. Во втором альбоме 2nd story Thanatos, который вышел на 62-м Комикете, к ним присоединилась Арамари (Aramary), которая участвовала вплоть до 2005 года, а в последующих работах — Джиманг (Jimang). После череды других работ в 2005 году у группы появился первый лейбл — Bell Wood, в котором были выпущены два Elysion. После выхода дисков Bell Wood был сменен на King Records, с которым Рево проработал до 2011 года. После череды конфликтов в 2012 году Рево сменил лейбл на Pony Canyon. Результатом работы с King Records стал выпуск диска Chronology, который включает в себя клипы, ведущие песни альбомов, а также бонусные треки из них.
В начале 2005 года Арамари покинула проект, после чего началась «вторая эра», количество участников начало расти от альбома к альбому, кроме певцов и музыкантов появилось множество сэйю, специальных выступающих, актёров, танцоров. В 2006 вышел сингл «Shounen wa tsurugi wo…» под лейблом Team Entertaiment, ставший главной темой для игр Chaos War и Kamigami ga Aishita Rakuen ~Belle Isle~.
После начала сотрудничества с Pony Canyon Рево основал сторонний проект — Linked Horizon. Если в Sound Horizon Рево воплощает свою оригинальную концепцию, то Linked Horizon — это работа для других проектов (Bravely Default, Shingeki no kyoujin).
Linked Horizon получил большую популярность за опенинги к Shingeki no Kyojin, которые вышли в 2013 году и имели оглушительный успех. В этом же году группа Linked Horizon в первый и единственный раз приняла участие в «Кохаку ута гассэн» со специальной версией песни «Guren no Yumiya».
В 2014—2015 годах отмечалось 10-летие с момента Major-дебюта, в ходе которого было выпущено 3 релиза (The Assorted Horizons, Vanishing Starlight, 9th Story Nein), а многие альбомы получили адаптации в виде новелл и манги. Также был выпущен 9-й горизонт «NEIN», таким образом Рево воплотил шутку о том, что выпустит 9-ю историю раньше 8-й. Бонусом к Delux Edition диска был сингл Marvelous microcosm, о котором Рево пошутил ещё в 2008 году.
С марта 2005 года существуют официальные фан-клуб «Salon de Horizon» и магазин. С 2009 года в ходе сотрудничества Рево и дизайнера Ёсиаки Таками был создан бренд Laurant, изначально выпускавший одежду и аксессуары для участников группы, который позже был переориентирован на фанатов.
27 октября 2016 г. в честь празднования 12-летия с момента Major-дебюта официальный сайт был полностью переделан, появились, помимо японской, две китайские и английская версия. Полная история группы, начиная с 2004 г., теперь доступна на официальном сайте.
В 2017 году вышел альбом Shingeki no Kiseki, посвященный аниме Shingeki no Kyoujin и содержащий несколько опенингов из него, включая опенинг к 2-му сезону «Shinzou wo Sasageyo!», а также состоялся крупнейший за всю историю Sound \ Linked Horizon концертный тур, включающий выступления не только в Японии, но в Гонконге и Тайване, планировавшийся концерт в Сингапуре был отменен по техническим причинам. Концерт завершился двухдневным Триумфом 13 и 14 января 2018 года.
В декабре голландская группа Epica под руководством Рево выпустила кавер-альбом Epica vs. Attack on Titan Songs, содержащий 4 англоязычных кавера на песни из Shingeki no Kyoujin и их инструментальные версии
В это же время Linked Horizon были приглашены принять участие в Songs of Tokyo — специальном выступлении артистов, которые достойны представлять миру современную музыкальную культуру Японии в преддверии Олимпийских Игр 2020.
С 29 октября 2019 официально началось празднование 15-летия с момента официального дебюта. К сожалению из-за пандемии COVID-19 планы были изменены, в частности были отменены концерты весной 2020. Однако в течение 2020 большинство альбомов были выпущены на стриминговых сайтах таких как Spotify, состоялся релиз Re: Master — предыдущие работы в улучшенном качестве, а также были анонсированы 1st Story BD 7.5th or 8.5th 『Ema ni negai o!』（Prologue Edition）и Bravely Default II OST

## Концепция
Sound Horizon называют «фантастическим оркестром» из-за необычной концепции. Рево создает «Стори-музыку» (story music), и каждый альбом — это отдельная история со своим сюжетом и персонажами. Работы отличаются сложностью восприятия и множеством интерпретаций. Тематика альбомов затрагивает разные эпохи и истории: Древняя Греция, Средневековая Европа, Реконкиста и т. д. Основные альбомы называются «горизонтами». Это нашло своё отражение и в музыкальных стилях — невозможно определить в каком именно жанре работает Санхора.
Фактически, Рево — единственный постоянный участник Санхоры и Линхоры, остальные исполнители появляются в группе лишь по мере необходимости. Одна из особенностей Рево — всегда носит солнцезащитные очки, поэтому заслужил прозвище «Гуросан» (гурасу яп.ガラス — очки). Другой постоянный участник — Yokoyan, автор обложек и создатель дизайна всех персонажей, самый таинственный участник, так как ни разу не появлялся на публике. Другие участники, несмотря на их многочисленность, являются приглашенными артистами, сейю и музыкантами.
У Sound Horizon существует так называемые «мнимые» компоненты. Фанаты Sound Horizon　называют себя «Лоранами», а Рево — своим королём, а Sound Horizon ー передвижным королевством (Sound Horizon Kingdom). Главными праздниками королевства считаются 19 июня — день рождения Рево и 27 октября день Рождения Ёкояна и, одновременно, дата major ー дебюта Sound Horizon.
Концерты делятся на 2 типа: Live Story — концертные туры, проводимые после выхода «горизонта», и Triumph, исключение — специальный благотворительный тур «Revive!», проведенный в 2011 году для сбора средств жертвам землетрясения. Называть концерты «рок-операми», «мюзиклами» и проч. некорректно.

## Синопсис альбомов

### Sound Horizon

#### 1st Chronicle
Первый горизонт. Дебютный альбом. История альбома — несколько страниц из книги под названием «Черная Хроника», которая описывает историю всего мира. Была перевыпущена в расширенной версии несколькими годами позднее как 1st Story Renewal Chronicle 2nd.
Трек-лист:
1. Sound Horizon
2. Black Chronicle
3. 詩人バラッドの悲劇 (Трагедия поэта Баллада)
4. アーベルジュの戦い (Битва Арбелжа)
5. 樹氷の君〜凍てついた魔女〜(Король заиндевелых деревьев. ~Замороженная Ведьма~)
6. 蒼と白の境界線 (Граница голубого и белого)
7. 雷神の左腕 (Левая рука Грома)
8. 少女人形 (Девочка-кукла)
9. 君が生まれてくる世界 (Мир, в котором ты родишься)
  - Bonus Extra Track 夏の時雨（ボーナス版のみ）(Летний Дождь)
  - SH電波（アンケート特典）(Различные звуковые бонусы)

###### 2nd Thanatos
Второй горизонт. Набор историй о боге смерти Танатосе и его «пленниках».
Трек-лист:
1. Sound Horizon ［mode：Thanatos］
2. そこに在る風景 (Вид отсюда)
3. 壊れたマリオネット (Сломанная марионетка)
4. 銀色の馬車 (Серебряная карета)
5. 輪廻の砂時計 (Песочные часы смерти и возрождения)
6. 珊瑚の城 (Коралловый за́мок)
7. タナトスの幻想 (Фантазии Танатоса)

###### 3rd Lost
Третий горизонт. Набор историй, в которых что-то было забыто, и о «Вечном Мальчике», который живёт на дне воспоминаний.
Трек-лист:
1. Sound Horizon ［mode：Lost］
2. 白の幻影 (White Illusion)
3. 恋人を射ち堕とした日(День, когда я подстрелила своего возлюбленного)
4. 魔法使いサラバント (Маг Сарабанд)
5. 檻の中の遊戯 (Игра в клетке)
6. 記憶の水底 (Дно воды воспоминаний)
7. 失われし詩 (Потерянный стих)
8. 緋色の花 (Багряный цветок)
9. ゆりかご (Колыбель)
10. 永遠の少年 (Вечный мальчик)
11. 忘レモノ (Потерянные воспоминания)
12. различные бонус-треки

###### 1st Pleasure CD Pico Magic
Альбом содержит в себе треки из предыдущих альбомов, представляемые DJ Пико-Мари.
Трек-лист:
1. お願いっ！ぴこ魔神☆ (Пожалуйста! Пикомагия)
2. ぴこDJ☆ (Пико DJ)
3. 詩人バラッドの悲劇 (Трагедия поэта Баллада)
4. 辿りつく詩 (Песня прибытия)
5. 雷神の系譜 (Родословная Бога Грома)
6. Ark (Pico Magic ver.)
7. 魔女とラフレンツェ (Pico Magic ver.) (Ведьма и Лафрензия (Pico Magic ver.))
8. 魔法使いサラバント (Маг Сарабанд)
9. 恋人を射ち堕とした日 (День, когда я подстрелила своего возлюбленного)
10. 銀色の馬車 (Серебряная карета)
11. タナトスの幻想は終わらない (Фантазия Танатоса не закончится)
12. Бонус-треки

- Jumon Kaimei! Picomajin☆ (JPM.WAV)
- Rinne no Gyakusaisei (GRIN.WAV)
- Kōsoku no Mahōtsukai (HSM.WAV)
- Chronicle 2nd CM (CHRO2CM.WAV)

###### 2nd Pleasure CD Pico Magic Reload
Содержит несколько старых песен, но ключевой является трилогия «клетки», в которых представлен один из самых главных персонажей Санхоры — Мишель Малебланш.
Трек-лист:
1. …Reloaded
2. 屋根裏の少女 (Девочка на чердаке)
3. 檻の中の遊戯 (Игра в клетке)
4. 檻の中の花 (Цветок в клетке)
5. Ark (Reloaded Ver.)
6. 輪廻の砂時計 (Песочные часы смерти и возрождения)
7. 澪音の世界 (Мир Рейн)
8. Бонус-треки

- Picomaringoame☆
- Kōsoku…Reloaded
- Ori no Naka no Kōsoku
- Kōsoku no OriHana
- Kōsoku Rein

###### 1st Story Renewal Chronicle 2nd
Расширенная версия первого альбома. Альбом рассказывает о мире, который похож на средневековую Европу, и войнах, которые в ней идут. Отголоски альбома можно услышать в большинстве последующих работ. Во многих событиях и названиях альбома узнаются реальные исторические события и места.
Трек-лист:
1. 黒の予言書 (Черная Хроника)
2. 詩人バラッドの悲劇 (Трагедия поэта Баллада)
3. 辿りつく詩 (Песня прибытия)
4. アーベルジュの戦い (Битва Арбелжа)
5. 約束の丘 (Холм Обещания)
6. 薔薇の騎士団 (Рыцари Розы)
7. 聖戦と死神 第1部「銀色の死 」 〜戦場を駈ける者〜 (Священная война и Смерть (часть первая: Серебряная Смерть) ~ Те, кто скачут по полю битвы ~)
8. 聖戦と死神 第2部「聖戦と死神」 〜英雄の不在〜 (Священная война и Жнец (часть вторая: священная война и Жнец).~Героя больше нет~)
9. 聖戦と死神 第3部「薔薇死神」 〜歴史を紡ぐ者〜 (Священная война и Жнец (часть 3: Роза и Жнец) ~ Тот, кто ткёт историю ~)
10. 聖戦と死神 第4部「黒色の死神」 〜英雄の帰郷〜 (Священная война и Жнец (часть 4: Чёрный Жнец) ~ Возвращение героя домой ~)
11. 書の囁き (Шёпот из книги)
12. 蒼と白の境界線 (Граница голубого и белого)
13. 沈んだ歌姫 (Утонувшие певицы)
14. 海の魔女 (Морская ведьма)
15. 碧い眼の海賊 (Голубоглазые пираты)
16. 雷神の左腕 (Левая рука Грома)
17. 雷神の系譜 (Родословная бога Грома)
18. 書の魔獣 (Чудовище из Книги)
19. キミが生まれてくる世界 (Мир, в котором ты родишься)
20. ＜ハジマリ＞のクロニクル （隠しトラック）(Хроника «начала»)
21. ＜空白＞のクロニクル （隠しトラック）(«Пустая» хроника)
22. (Бонус -трек. Правая Рука Грома)

###### 1st Major Album Elysion — Prelude to Paradise
Первый Major-album. Включает как хорошо известные песни додзин-эры, так и новые.
Трек-лист:
1. Ark
2. 辿りつく詩
3. 恋人を射ち堕とした日
4. 澪音の世界
5. 魔法使いサラバント
6. 雷神の系譜
7. 檻の中の花
8. Yield

###### 4th Elysion
Четвёртый Горизонт. Представляет концепцию о добре и зле. Альбом разделен на две части: Elysion ~Paradise Fantasy Story Suite~ и ABYSS ~Abyss Fantasy Story Suite~. Все чётные песни попадают во вторую часть, нечетные — в первую. Часть Elysion рассказывает о девочке по имени Эль, её «добром отце» и историях из её книжки. Часть ABYSS повествует о пяти девочках, совершивших то или иное преступление из-за запрещенной или ошибочной любви.
Трек-лист:
1. エルの楽園 ［→ side：E →］ (Рай Эль ［→ side：E →］)
2. Ark (Ковчег)
3. エルの絵本 【(女とラフレ (ェ】(Книга Эль [Ведьма и Лафрензия])
4. Baroque (Барокко)
5. エルの肖像 (Портрет Эль)
6. Yield (Урожай)
7. エルの天秤 (Весы Эль)
8. Sacrifice (Жертвоприношение)
9. エルの絵本 【笛吹き男とパレード】(Книга Эль [Мужчина с флейтой и Парад])
10. StarDust (Звёздная пыль)
11. エルの楽園 ［→ side：A →］(Рай Эль ［→ side：A →］)
12. Бонус-трек

###### 1st Maxi-single Shounen wa tsurugi wo
В отличие от большинства работ Санхоры не является цельной историей, а состоит из трех песен, которых использовались как опенинги для нескольких компьютерных игр и песни из нового альбома Roman. В центре всех песен — образ мальчика, обстоятельствами своей судьбы вынужденного подняться на борьбу против врага.
Трек-лист:
1. 終端の王と異世界の騎士 〜The Endia & The Knights〜 (Король конца и Рыцари из других миров ~Endia and the Knights~)
2. 緋色の風車 〜Moulin Rouge〜 (Огненная мельница.)
3. 神々が愛した楽園 〜Belle Isle〜 (Рай, что любим богами ~Belle Isle~)
4. Бонус-трек

###### 5th Roman
Пятый горизонт. История разворачивается вокруг Ивера Лорана — человека, который умер ещё до своего рождения. Он отправляет двух своих кукол — Гортензию и Фиалку, искать историю, которая могла бы стать его «Романом». В своем путешествии они видят множество разных историй и человеческих судеб. Альбом сложен для интерпретации, в зависимости от которой у истории может быть различный конец.
Трек-лист:
1. 朝と夜の物語 (Повесть об утре и ночи)
2. 焔 (Пламя)
3. 見えざる腕 (Невидимая Рука)
4. 呪われし宝石 (Проклятый камень)
5. 星屑の革紐 (Поводок из звездной пыли)
6. 緋色の風車 (Огненная мельница)
7. 天使の彫像 (Статуя Ангела)
8. 美しきもの (Прекрасные вещи)
9. 歓びと哀しみの葡萄酒 (Вино радости и печали)
10. 黄昏の賢者 (Мудрец в сумерках)
11. 11文字の伝言 (Послание из одиннадцати слогов)

Бонусы: truemessage (Истинное послание), yaneuraroman (История с чердаком)

###### Another Roman
Один из бонус-дисков, продававшихся вместе с 5th Roman, содержит одну песню, которая, по мнению многих фанатов, является истинной концовкой истории.

###### Story Maxi-single Seisen no Iberia
Альбом из трех песен рассказывает историю Реконкисты и девушки Лейлы, чьих родителей убили, а сама она была смертельно ранена. Но перед смертью она находит запечатанного в скале демона, которого называет «Шайтаном» и освобождает его, в благодарность он обещает положить конец войне.
Трек-лист:
1. 争いの系譜 (Истоки Войны)
2. 石畳の緋き悪魔 (Красный демон в камне)
3. 侵略する者される者 (Захватчики и захваченные)

В ЛЕ версии была ссылка, ведущая на загадки, отгадав которые можно было услышать бонус-трек, но никто не смог этого сделать, поэтому содержание бонус-трека неизвестно.

###### 6th Moira
Шестой горизонт. Альбом основан на греческой мифологии и воплощении судьбы в ней, помимо мифологии, в нём нашли отражение «Илиада», биография Генриха Шлимана и история Древней Греции.
Главные герои альбома — близнецы Элефсеус и Артемиссия, чьи родители были убиты, а они сами проданы в рабство. Главной темой альбома является борьба с Судьбой.
По словам Рево, правильнее будет сказать что это единая песня, под названием «Мойра», разбитая на несколько частей только для удобства воспроизведения. Изначально планировалось создать историю на двух CD, но, по неизвестным причинам, пришлось сократить до одного, в результате чего многие побочные линии истории не получили должного развития.
Трек-лист:
1. 冥王 -Θανατος (Король подземного царства — Танатос -)
2. 人生は入れ子人形 -Матрёшка- (Жизнь похожа на куклу -Матрёшка-)
3. 神話 -Μυθος- (Легенда -Μύθος-)
4. 運命の双子 -Διδυμοι- (Близнецы Судьбы -Δίδυμοι-)
5. 奴隷市場 -Δουλοι- (Невольничий рынок -Δουλοι-)
6. 雷神域の英雄 -Λεωντιυς- (Герой королевства Молний -Λεωντιυς-)
7. 死と嘆きと風の都 -Ιλιον- (Столица Смерти, Горести и Ветра -Ιλιον-)
8. 聖なる詩人の島 -Λεσβος- (Остров святой поэтессы -Λεσβος-)
9. 遥か地平線の彼方へ -Οριζοντας- (По ту сторону далёкого горизонта -Οριζοντας-)
10. 死せる者達の物語 -Ιστορια- (История смертных -Ιστορια-)
11. 星女神の巫女 -Αρτεμισια- (Жрица звёзд -Αρτεμισια-)
12. 死せる乙女その手には水月 -Παρθενος- (Мёртвая девушка, в её руках отражение луны на воде -Παρθενος-)
13. 奴隷達の英雄 -Ελευσευς- (Герой рабов -Ελευσευς-)
14. 死せる英雄達の戦い -Ηρωμαχια- (Битва умирающих героев — Ηρωμαχια -)
15. 神話の終焉 -Τελος- (Конец Легенды — Τελος-)
16. Бонус-трек 神の光 -Μοιρα- (Божественный свет — Μοιρα-)

###### Prologue-single Ido he Itaru mori he itaru Ido
Альбом был вдохновлен историей средневековой Германии и рассказывает о судьбе женщины по имени Тереза фон Людовинг, которую сожгли на костре, и её сыне Мерце. Сингл является прологом к 7-му горизонту Marchen
Трек-лист
1. 光と闇の童話 (Сказка Света и Тьмы)
2. この狭い鳥籠の中で (Внутри тесной птичьей клетки)
3. 彼女が魔女になった理由 (Почему же она стала ведьмой)
4. Бонус-трек

###### 7th Märchen
Седьмой Горизонт. Ключевым символом в альбоме является цифра семь. Сам Рево говорил что количество семерок в альбоме превышает сотню. Самые заметные: для альбома выбраны семь сказок, текст буклета занимает 77 страниц, тема альбома — 7 смертных грехов и т. д.
В центре сюжета — Мерхен фон Фридхоф, дух, живущий в колодце, и его компаньон — кукла Элизе. Они встречают семь «принцесс», и предлагают каждой отомстить тем, кто причинил им вред или способствовал их смерти.
Трек-лист:
1. 宵闇の唄 (Песнь Сумерек)
2. 火刑の魔女 (Ведьма, сожжённая на костре)
3. 黒き女将の宿 (Гостиница Тёмной Хозяйки)
4. 硝子の棺で眠る姫君 (Принцесса, спящая в Хрустальном Гробу)
5. 生と死を別つ境界の古井戸 (Старый заброшенный колодец на границе, отделяющей жизнь от смерти)
6. 薔薇の塔で眠る姫君 (Принцесса, спящая в башне, увитой розами)
7. 青き伯爵の城 (Замок Синего Графа)
8. 磔刑の聖女 (Распятая святая)
9. 暁光の唄 (Песнь Рассветного Света)
10. 29 бонус-треков по 7 секунд, которые складываются в послание

###### Chronology
Альбом, подводящий черту работе Санхоры с King Records. В альбом включены наиболее популярные треки, все вышедшие на от момент клипы, а также бонус треки, за исключением бонус-трека к Seisen no Iberia, который так и не был найден.
Треклист:
| CD 1                                      | CD 2                                                          | DVD                                                                       |
| ----------------------------------------- | ------------------------------------------------------------- | ------------------------------------------------------------------------- |
| Eru no Rakuen [Side:E]                    | Yaneura Roman (Roman bonus track)                             | Eru no Rakuen [Side:E] PV                                                 |
| StarDust                                  | Juuichi moji no Message -Le vrai message- (Roman bonus track) | Miezaru Ude PV                                                            |
| Asa to Yoru no Roman                      | Kami no Hikari -Moira- (Moira bonus track)                    | Ishidatami no Akaki Akuma PV                                              |
| Tasogare no Savant                        |                                                               | Meiou -Thanatos- PV                                                       |
| Ishidatami no Akaki Akuma                 |                                                               | Hikari to Yami no Märchen PV                                              |
| Meiou -Thanatos-                          |                                                               | The Endia and The Nights (Live from Triumph of 3rd Territorial Expansion) |
| Shiseru Monotachi no Monogatari -Istoria- |                                                               | Hajimari no Chronicle (Live from Triumph of 3rd Territorial Expansion)    |
| Hikari to Yami no Märchen                 |                                                               |                                                                           |
| Yoiyami no Uta                            |                                                               |                                                                           |

###### Maxi-single Halloween to yoru no monogatari
Первая работа после трехлетнего перерыва, в который Рево был занят Linked Horizon. Сингл рассказывает о семье ирландских мигрантов Ливермор и Хеллоуине.
Трек-лист
1. 星の綺麗な夜 (Прекрасная звёздная ночь)
2. 朝までハロウィン (Хэллоуин до утра)
3. おやすみレニー (Спокойной ночи, Ленни)
4. Бонус-трек 1
5. Бонус-трек 2

###### Anniversary Maxi-single Vanishing Starlight
2-я работа из серии релизов, посвященных 10-летию Major-дебюта Санхоры. Повествует о юноше Ноэле, который мечтал стать музыкантом, но у него ничего не получалось пока однажды он не встретил странного мужчину из другого мира по имени РевоП. ЛЕ включает PV Yodaka no Hoshi, а ДЕ также супер-коробку, специальный памфлет и ноты.
1. よだかの星 (Звезда козодоя)
2. Mother
3. Interview with Noël

###### 9th Nein
Девятый горизонт. 3-я работа из серии релизов, посвященных 10-летию Major-дебюта Санхоры. Ноэль, в поисках цветочного магазина, сбивается с пути и натыкается на странный магазинчик, чья владелица предлагает ему купить предмет, который может показать, что было бы если в предыдущих историях, имеющих плохой конец, что-то пошло по-другому. ДЕ издание включает дополнительный сингл, видео с празднования 10-летия и солнцезащитные очки.
Трек-лист
1. 檻の中の箱庭 (Миниатюрный сад внутри клетки)
2. 名もなき女の詩 (Песнь незнакомки)
3. 食物が連なる世界 (Мир, скреплённый едой)
4. 言えなかった言の葉 (Непроизнесённые слова)
5. 憎しみを花束に代えて (Заменяя ненависть букетом цветов)
6. 西洋骨董屋根裏堂 (Западный магазин антиквариата на чердаке)
7. 涙では消せない焔 (Пламя, которое не погасить слезами)
8. 愛という名の咎 (Проступок во имя любви)
9. 忘れな月夜 (Незабвенная лунная ночь)
10. 輪∞廻 (Сан- ∞ -сара)
11. 最果のL (Самый конец, но L…)

- 西洋骨董屋根裏堂 (Западный магазин антиквариата на чердаке) имеет три версии — для РЕ, ЛЕ и Де — изданий
- в буклете есть ссылка на сайт, зайдя на который, можно услышать ещё один бонус-трек ad921d60486366258809553

###### Marvelous Microcosm (kari)
Бонус-Сингл к Делюкс-изданию 9th Nein представляет собой три песни из другого 9-го горизонта, о котором Рево говорил в 2007—2008 годах. В нашем мире вместо него вышел 9th Nein, но в параллельном мире — кто знает?
Трек-лист:
1. 即ち…光をも逃がさぬ暗黒の超重力 [ Symphonic Band Style : Short ver. ] (Иными словами... даже свет не ускользнёт от ультра-тёмного притяжения)
2. 即ち…星間超トンネル [ Rock Band Style : Long ver. ] (Иными словами... Межзвёздный супер-тоннель)
3. 即ち…小惑星を喰らう超紅炎 [ Metal Band Style : Medium ver. ] (Иными словами... Пожирающий астероиды супер-протуберанец)

###### 1st Story BD 7.5th or 8.5th 『Ema ni negai o!』（Prologue Edition）
Первый Story BD . Особенность альбома — он устроен по принципу схожему с визуальными новеллами. Представляет собой Блю-рей диск с историей состоящей из 9 основных треков и дополнительных вставок, в которых слушателю представляется право выбора того или иного решения, в зависимости от которого решиться судьба героев (продолжат они идти к своей цели или погибнут), а также порядок следующего трека. Максимальное количество треков которое можно услышать за одно прохождение — 6, минимальное — 1. Всего на диске 52 файла, каждая часть имеет от одной до четырёх версий, какая выпадет в некоторых случаях зависит от действий слушателя, в других — выпадает случайным образом. Версии могут как мало отличаться между собой, так и иметь значительные отличия в музыке и участвовавших сейю.
Изначально планировалось выпустить Full Edition, но из-за эпидемии коронавируса удалось выпустить только первую часть, которая получила название «Prologue Edition». В качестве бонуса к первому изданию к диску прилагалось одно из 15 омикудзи, каждое символизирует конкретную песню из предыдущих работ. Одной из особенностей работы также является то, что в ней активно были использованы старинная письменность и грамматика, и даже само название «絵馬に願ひを» вместо современного написания «絵馬に願いを».
Сама история происходит в современной Японии, но находящейся в параллельном мире, каждый персонаж имеет прототип в виде японского божества из «Кодзики» и Нихон Сёки. Сюжет строится вокруг некоего легендарного святилища «Роран», находящегося в одном небольшом городке, разные люди приходят сюда со своими мольбами, а дальнейшая их судьба зависит от выбора слушателя. Каждый персонаж имеет две концовки — одна ведет к жизни, вторая — к смерти.
Основные части:
01\1　星空へと続く坂道 (2 пути)
02\2　狼欒神社 (4 версии)
03\3　夜の因業が見せた夢 (2 пути)
04\4-1　贖罪と《焔》の息吹
05\4-2　暗闇を照らすヒカリ
06\5-1　私の生まれた《地平線》(2 версии)
07\5-2　生きているのはボクだけなんだろ？ (2 версии)
08\6-1　恋は果てまで止まらない (2 версии)
09\6-2　西風のように駆け抜けろッ！―― (2 версии)

### Linked Horizon

#### ルクセンダルク小紀行 (Малый дневник Луксендарка)
Первая работа Linked Horizon, содержит вокальные версии песен из саундтрека к BRAVERY DEFAULT
Трек-лист:
|   | ЛЕ — версия                                                  | РЕ — версия                       | BRAVERY DEFAULT — версия          |
| - | ------------------------------------------------------------ | --------------------------------- | --------------------------------- |
| 1 | 彼の者の名は… [Vocalized Version] (Его имя..)                | 彼の者の名は… [Vocalized Version] | 希望へ向う譚詩曲 [Long Version]   |
| 2 | 戦いの果てに [Long Version] (До конца битвы)                 | 来訪者 [Long Version] (Визитер)   | 彼の者の名は… [Vocalized Version] |
| 3 | 風が吹いた日 [Piano Solo Version] (День, когда дул ветер)    | 風が吹いた日 [Piano Solo Version] | 風が吹いた日 [Piano Solo Version] |
| 4 | 希望へ向う譚詩曲 [Long Version] (Баллада, ведущая к надежде) | 希望へ向う譚詩曲 [Long Version]   |                                   |

###### ルクセンダルク大紀行 (Большой дневник Луксендарка)
Расширенная версия «дневников», содержит вокальные версии музыки из саундтрека к игре.
Трек-лист
ЛЕ-версия
1. Theme of the Linked Horizon
2. ルクセンダルク紀行
3. 虚ろな月の下で [Vocalized Version] (Под бледной луной)
4. 君は僕の希望 [Vocalized Version] (Ты — моя надежда)
5. 風の行方 [Vocalized Version] (Местонахождение ветра)
6. 雛鳥 [Vocalized Version] (Птенчик)
7. 愛の放浪者 [Vocalized Version] (Скиталец любви)
8. 純愛 十字砲火 [Long Version] (Чистая любовь. Крестообразный выстрел)
9. 花が散る世界 [Vocalized Version] (Мир, где рассыпаются цветы)
10. 巫女の祈り [Strings Quartet Version] (Молитва жрицы)
11. 希望へ向う譚詩曲 [Long Version] (Баллада, ведущая к надежде)
12. BRAVELY NO TITLE (Бонус к ЛЕ версии)
13. ピコピコ戦闘曲メドレー (Бонус к ЛЕ версии)

РЕ — версия не содержит бонус-треков, но включает трек 戦いの鐘 [Long Version]

###### 自由への進撃 (Марш к свободе)
Сингл, содержащий опенинг к аниме Attack on Titan. Сингл имел оглушительный успех, за первую неделю разошелся тиражом более 129.000 копий В Billboard Japan Hot 100 дебютировал с 1-й строчки, первые два трека сингла заняли первые места на многих ресурсах, таких как iTunes Store, Rekochoku, dwango.jp, music.jp, Mora и др. Ограниченное издание включает PV Guren no Yumiya
Трек-лист
1. 紅蓮の弓矢 (Алые Лук и Стрелы)
2. 自由の翼 (Крылья Свободы)
3. もしこの壁の中が一軒の家だとしたら (Если бы внутри стен был бы лишь один дом)

###### 進撃の軌跡 (След наступления）
Второй альбом Linked Horizon, включающие опенинги, созданные для франшизы Shingeki no kyojin и 6 новых треков, также относящихся к миру Shingeki no kyojin. ЛЕ также включает блю-рей диск с видео «JIYUU NO DAISHOU (movie size)»
|    | ЛЕ — издание                                                                                     | РЕ — издание                                                                                     |
| -- | ------------------------------------------------------------------------------------------------ | ------------------------------------------------------------------------------------------------ |
| 1  | 二ヶ月後の君へ (Тебе, спустя два месяца)                                                         | 二ヶ月後の君へ (Тебе, спустя два месяца)                                                         |
| 2  | 紅蓮の弓矢 (Багряные лук и стрела)                                                               | 紅蓮の弓矢 (Багряные лук и стрела)                                                               |
| 3  | 14文字の伝言 (Послание из 14 слогов)                                                             | 14文字の伝言 (Послание из 14 слогов)                                                             |
| 4  | 紅蓮の座標 (Багряные координаты)                                                                 | 紅蓮の座標 (Багряные координаты)                                                                 |
| 5  | 最期の戦果 (Трофей предсмертной битвы)                                                           | 最期の戦果 (Трофей предсмертной битвы)                                                           |
| 6  | 神の御業 (Дело Божие)                                                                            | 神の御業 (Дело Божие)                                                                            |
| 7  | 自由の翼 (Крылья свободы)                                                                        | 自由の翼 (Крылья свободы)                                                                        |
| 8  | 双翼のヒカリ (Свет обоих крыльев)                                                                | 双翼のヒカリ (Свет обоих крыльев)                                                                |
| 9  | 自由の代償 (Расплата за свободу)                                                                 | 自由の代償 (Расплата за свободу)                                                                 |
| 10 | 彼女は冷たい棺の中で (Она в холодном гробу)                                                      | 彼女は冷たい棺の中で (Она в холодном гробу)                                                      |
| 11 | 心臓を捧げよ (Посвятим сердца!)                                                                  | 心臓を捧げよ (Посвятим сердца!)                                                                  |
| 12 | Скрытый трек 1 紅蓮の灯を纏い水平線の彼方へと… (Облачившись багряным светом, за водный горизонт) | Скрытый трек 1 紅蓮の灯を纏い水平線の彼方へと… (Облачившись багряным светом, за водный горизонт) |
| 13 | Скрытый трек 2 DIVE INTO THE SPIN-OFF WORLD!!                                                    |                                                                                                  |
| 14 | Бонус трек 青春は花火のように (Юность подобна фейерверку)                                        |                                                                                                  |

###### 楽園への進撃 (Наступление, ведущее в рай)
3-й сингл Линхоры, содержащий эндинг к 3-му сезону аниме Shingeki no kyuojin
|   | ЛЕ-издание                                        | РЕ-издание                                  |
| - | ------------------------------------------------- | ------------------------------------------- |
| 1 | 黄昏の楽園 (Рай в вечерней заре)                  | 黄昏の楽園 (Рай в вечерней заре)            |
| 2 | 革命の夜に (В ночь революции)                     | 革命の夜に (В ночь революции)               |
| 3 | 暁の鎮魂歌 (Рассветный реквием)                   | 暁の鎮魂歌 (Рассветный реквием)             |
| 4 | скрытый трек 黄昏の追憶 (Воспоминание о сумерках) | скрытый трек 暁の追憶 (Воспоминание о заре) |
|   | 黄昏の楽園 PV                                     |                                             |

###### 真実への進撃 (Наступление, ведущее к истине)
4-й сингл Линхоры, содержащий опенинг для 2-й части 3-го сезона Shingeki no kyuojin
|   | LE                                                                                         | RE                                                                    |
| - | ------------------------------------------------------------------------------------------ | --------------------------------------------------------------------- |
| 1 | 憧憬と屍の (Дорога страстной жажды и трупов)                                               | 憧憬と屍の (Дорога страстной жажды и трупов)                          |
| 2 | 13の冬 (13 зим) LE ver.                                                                    | 13の冬 (13 зим) RE ver.                                               |
| 3 | 彼方へと、白く霞むは屍の道 (а за ним белой дымкой путь, выложенный трупами) [скрытый трек] | 君が相応しいと想う題名 (Называй как посчитаешь нужным) [скрытый трек] |

## Дискография

### Sound Horizon

#### Синглы
| № | Название                                                                    | Дата            | Примечание                                |
| - | --------------------------------------------------------------------------- | --------------- | ----------------------------------------- |
| 1 | 1st maxi single «Shounen wa Tsurugi o...» (яп. 少年は剣を…)                 | 4 октября 2006  |                                           |
| 2 | Story Maxi single «Seisen no Iberia» (яп. 聖戦のイベリア)                   | 1 августа 2007  | Вышел в форматах Re и LE                  |
| 3 | Prologue single «Ido e Itaru Mori e Itaru Ido» (яп. イドへ至る森へ至るイド) | 16 июня 2010    | Вышел в форматах Re и LE                  |
| 4 | Story single «Halloween to Yoru no Monogatari» (яп. ハロウィンと夜の物語)   | 9 октября 2013  | Вышел в форматах Re и LE                  |
| 5 | Anniversary single «Vanishing Starlight» (яп. ヴァニシング・スターライト)   | 01 октября 2014 | Вышел в форматах Re, LE и DE              |
| 6 | Omake maxi single Marvelous Shouchou (kari)                                 | 22 апреля 2015  | в составе Делюкс — издания 9th story Nein |

#### Альбомы

##### Независимые альбомы
| № | Название                           | Дата выхода     |
| - | ---------------------------------- | --------------- |
| 1 | 1st Story CD Chronicle             | 30 декабря 2001 |
| 2 | 2nd story CD Thanatos              | 11 августа 2002 |
| 3 | 3rd Story CD Lost                  | 28 декабря 2003 |
| 4 | 1st Pleasure CD Pico Majic         | май 2003        |
| 5 | 2nd Pleasure CD Pico Majic Reload  | 15 июня 2003    |
| 6 | 1st Story Renewal CD Chronicle 2nd | 19 марта 2003   |

##### Студийные альбомы
| № | Название                                                                                    | Дата            | Примечание                   |
| - | ------------------------------------------------------------------------------------------- | --------------- | ---------------------------- |
| 1 | 1st Major album Elysion -Rakuen e no Zensōkyoku- (яп. Elysion -楽園への前奏曲-)             | 27 октября 2004 |                              |
| 2 | 4th Story CD Elysion ~Rakuen Gensō Monogatari Kumikyoku~ (яп. Elysion 〜楽園幻想物語組曲〜) | 13 апреля 2005  |                              |
| 3 | 5th Story CD Roman                                                                          | 22 ноября 2006  | Вышел в RE и LE форматах     |
| 4 | 6th Story CD Moira                                                                          | 3 сентября 2008 | Вышел в RE и LE форматах     |
| 5 | 7th Story CD Märchen                                                                        | 15 декабря 2010 | Вышел в RE и LE форматах     |
| 6 | 9th Story CD Nein                                                                           | 22 апреля 2015  | Вышел в RE, LE и DE форматах |

##### Сборники
| № | Название               | Дата           | Примечание                                                                                                |
| - | ---------------------- | -------------- | --- |
| 1 | Chronology [2005-2010] | 13 апреля 2012 | Вышла только в LE варианте, содержит 3 диска: 1. заглавные песни альбомов 2. бонус треки к альбомам 3. PV |

##### BD Story
| N | Название                                                            | Дата       | Примечение |
| - | ------------------------------------------------------------------- | ---------- | --- |
| 1 | 1st Story BD 7.5th or 8.5th 『Ema ni negai o!』（Prologue Edition） | 13.01.2021 | Первая Blu-ray Story. Вместо обычных музыкальных треков состоит из связанных между собой видео, порядок воспроизведения которых зависим от решения слушателя касательно сюжета. |

#### Совместные работы
| № | Название                                                   | Дата         | Сотрудничество    |
| - | ---------------------------------------------------------- | ------------ | ----------------- |
| 1 | Collaboration Maxi single Kiri no Mukou no Tsunagaru sekai | 04 июня 2006 | Haruka Shimotsuki |
| 2 | Collaboration Maxi Single Dream Port                       | 18 июня 2008 | Kajiura Yuki      |

#### Другие работы Рево
| №  | Название                                             | Дата        | Примечание |
| -- | ---------------------------------------------------- | ----------- | --- |
| 1  | Yokoyan’s wonderful door                             | неизвестно  | Вышел предположительно в 1999—2000 |
| 2  | Winter Mix                                           | 28.12.2003  | мелодия White bell Fantasy |
| 3  | Pastel Kitchen OST                                   | 03.10. 2003 | |
| 4  | Raspberry                                            | 24.08. 2003 | |
| 5  | Netrunmon OST + LiNK (netrunmon ed)                  | 24.11. 2004 | Саундтрек к Netrun-mon OVA |
|    |                                                      |             | |
| 6  | Image Album Leviathan — Shuumatsu wo tsugeshi kemono | 02.03.2005  | Image Album к манге Кинутани Ю и Оцуки Эйдзи «Левиафан» (1999—2005). Переиздан 09.12.2020 |
| 7  | Image Album Poca Felicita (Gunslinger Girls)         | 21.12.2005  | Переиздан 27.04.2015 |
| 8  | For rest                                             | 17.05.2006  | Написал песни для Yusuke Mori, помог с записью, аранжировками и проч. |
| 9  | u-wave colloboration                                 | 2008        | участвовал в написании двух песен для группы u-wave, также принял участие в одном из их концертов. 20.03.2008 Luna 24.09.2008 Terra 06.04.2009 Wave of memories 06.04.2009 Live DVD Evolutio 2008 |
| 10 | Takarazuka's Lanselot                                | 2010        | Участвовал в написании саундтрека |
| 11 | Bravely Default Flying Fairy OST                     | 10.10.2012  | Композитор для игры |
| 12 | Drama CD Bravely Default Festivals Reunion           | 25.12.2013  | песня 歪なる思念 其の名は魔王 |
| 13 | Momoiro Clover Z — Moon Pride                        | 30.07.2014  | написал песню для опенинга Sailor Moon |
| 14 | Super Girls — Moon Pride                             | 06.05.2016  | версия на кантонском диалекте |
| 15 | Moon Pride                                           | 18.12.2016  | версия на итальянском языке |
| 16 | Bravely Defaul II OST                                | 03.03.2021  | Саундтрек к второй части игры. Обычное издание включает 3 диска, ограниченное — 4 |

В начале карьеры неофициально написал музыку к нескольким играм, известные:
1. Riddle in Riddle (30.03.2001)
2. Ouki (23.05.2001)
3. GeNOME ～进化の遗伝子を探せ～ (31.05.2002)
4. Sister Marmaid (2003)

#### UHQCD Re: master Production
В честь 15-летия с момента официального дебюта, было принято решение переиздать RE предыдущих работ в формате UHQCD совместно с Берни Грудманом, в чьей японской студии создавались некоторые предыдущие работы. Релиз был поделен на 6 частей, в дополнение к релизам на официальном сайте 15-летия выходил небольшой материал о альбомах, а также публиковались поздравления различных знаменитостей таких как Марти Фридман, Хироюки Савано, Кадзиура Юки и многие другие.
| N  | Название                                                  | Дата выхода |
| -- | --------------------------------------------------------- | ----------- |
| 1  | Elysion — Rakuen e no Zensiykyoku -                       | 29.07.2020  |
| 2  | Elysion — Rakuen Gansou Monogatari Kumikyoku -            | 29.07.2020  |
| 3  | Shounen wa tsurugi o …                                    | 26.08.2020  |
| 4  | Roman                                                     | 26.08.2020  |
| 5  | Seisen no Iberia                                          | 30.09.2020  |
| 6  | Moira                                                     | 30.09.2020  |
| 7  | Ido e Itaru Mori e Itaru Ido                              | 21.10.2020  |
| 8  | Marchen                                                   | 21.10.2020  |
| 9  | Halloween to yoru no monogatari                           | 30.10.2020  |
| 10 | Izure Horobi Yuki Hoshi no Kirameki (Vanishing Starlight) | 25.11.2020  |
| 11 | Nein                                                      | 25.11.2020  |

#### Неизданные песни
Песни, которые звучали только на концертах, и не вошли ни в один диск.
| №  | Название                                                                         | доступность                                          | Примечание                                                     |
| -- | -------------------------------------------------------------------------------- | ---------------------------------------------------- | -------------------------------------------------------------- |
| 1  | 『栄光の移動王国 -The Glory Kingdom-』 (Eikō no idō ōkoku — The Glory Kingdom —) | звучит в большинстве DVD                             | Официальный гимн Королевства                                   |
| 2  | Revive!                                                                          | был выложен на оф. сайте                             | Специальный гимн для благотворительного тура 2011 г. «Revive!» |
| 3  | Mother                                                                           | новую аранжировку можно услышать в Vanight Starlight |                                                                |
| 4  | 天翔ける翼獅子 (Lion)                                                            | -                                                    | Написана для концертного тура 2009 года                        |
| 5  | 冬の伝言 (Fuyu no dengon)                                                        | Триумф III                                           | Бонус к Роману.                                                |
| 6  | 遺言 (Igen)                                                                      | Триумф III                                           | Специальная песня к празднованию дня рождения Рево             |
| 7  | Prayer                                                                           | -                                                    | Инструментальная песня для благотворительного тура «Revive!»   |
| 8  | 海を渡った征服者達 (Conquistadores)                                              | Триумф III                                           | -                                                              |
| 9  | T・N・G                                                                          | -                                                    | Специальная концертная песня персонажа Идольфрида Эренберга    |
| 10 | Сosmopolitan napolitan                                                           | частично в Триумфе III                               |                                                                |
| 11 | La mere                                                                          | -                                                    | Mother на французском языке                                    |
| 12 | Gin-iro no kami no Hiver                                                         | -                                                    |                                                                |
| 13 | Kagakuteki kyoudai                                                               | -                                                    |                                                                |
| 14 | 海を渡った征服者達と愉快な仲間達                                                 | -                                                    | Специальная концертная песня персонажа Идольфрида Эренберга    |
| 15 | Y.M.C.A.                                                                         | -                                                    | Песня 2007 года для встречи фан-клуба.                         |

Прим. Многие песни, исполняемые на концертах значительно отличаются от их оригиналов в альбомах.

### Linked Horizon
| №  | Название                                     | дата       | Примечание |
| -- | -------------------------------------------- | ---------- | --- |
| 1  | Luxendarc Shokoku (яп. ダルク小紀行)         | 22.08.2012 | 1-я работа LH. Связана с Bravely Default OST. 1-й сингл Линхоры                                                              |
| 2  | Luxendarc Daikoku (яп.ルクセンダルク大紀行 ) | 19.03.2012 | 1-й альбом. Связана с Bravely Default OST. 1-й альбом Линхоры                                                                |
| 3  | Juyuu no Tsubasa (яп. 自由への進撃)          | 10.07.2013 | Maxi-single, включающий опенинг Attack on Titan 2-й сингл                                                                    |
| 4  | Guren no Yumiya Kohaku version               | 25.12.2013 | Специальная версия для выступления на Кохаку. Отдельно не издавалась.                                                        |
| 5  | Guren no Zanhyou movie ver                   | 29.11.2014 | Опенинг к первой полнометражке Attack on Titan. Отдельно не издавалась.                                                      |
| 6  | Juyuu no Dashou movie ver                    | 27.11.2015 | Опенинг ко второй полнометражке Attack on Titan.Отдельно не издавалась.                                                      |
| 7  | Seishun wa hanabo no you ni                  | 05.10.2015 | Опенинг к спин-оффу Attack on Titan «Attack! Titan Junior High». Отдельно не издавалась.                                     |
| 8  | Shingeki no Kiseki (яп. 進撃の軌跡)          | 17.05.2017 | 2-й альбом, включающий 11 песен (РЕ издание) или 12 (ЛЕ издание), в том числе опенинги Attack on Titan 2. 2-й альбом Линхоры |
| 9  | Rakuen e no Shingeki (яп. 楽園への進撃)      | 19.09.2018 | Maxi-single, включающий эндинг к третьему сезону Attack on Titan. 3-й сингл Линхоры                                          |
| 10 | Shinjitsu he no Shingeki (яп. 真実への進撃)  | 19.06.2019 | Single, включающий опенинг для 2-й части 3-го сезона Attack on Titan. 4-й сингл Линхоры                                      |

## Видеография

### Sound Horizon

#### PV
| №  | Название                                                 | Источник                                       |
| -- | -------------------------------------------------------- | ---------------------------------------------- |
| 1  | El no rakuen                                             | Elysion DVD LE; Chronology                     |
| 2  | Shuutan no Ou to isekai no Kishi ~Endia and the Knights~ | Roman DVD LE; Roman DVD RE; Chronology         |
| 3  | Mezaeru no ude                                           | Roman DVD LE; Roman DVD RE; Chronology         |
| 4  | Ishidatani no akaki akuma                                | Seisen no Iberia CD LE; Chronology             |
| 5  | Meiou (Thanatos)                                         | Moira CD LE; Chronology                        |
| 6  | Hikari to yami no douwa                                  | Ido he…LE; Chronology                          |
| 7  | Asa made Halloween                                       | Halloween to yoru no monogatari LE             |
| 8  | Yodaka no hoshi                                          | Vanishing starlight LE; Vanishing starlight DE |
| 9  | Gloria, Sound Horizon Kingdom!                           | Vanishing Starlight DE                         |
| 10 | Ori no naka no hakoniwa                                  | Nein LE; Nein DE                               |

Прим. DE — delux edition, RE — regular edition; LE — limited edition

#### Making
| № | Название                         | Источник       | Примечание       |
| - | -------------------------------- | -------------- | ---------------- |
| 1 | El no Rakuen making              | Elysion DVD LE | making клипа     |
| 2 | Elysion making                   | Elysion DVD LE | making концерта  |
| 3 | Ishidatani no akaki akuma making | -              | бонус к памфлету |
| 4 | Meiou (Thanatos) making          | -              | бонус к памфлету |

#### Live
| № | Название                                                                   | Дата                  | Примечание |
| - | -------------------------------------------------------------------------- | --------------------- | --- |
| 1 | Elysion — Rakuen Parade e Youkosoku                                        | 08.05.2006 25.07.2012 | Выпущен в формате RE и LE. LE был переиздан в 2012 г.                                                              |
| 2 | The great Invasion ofTerritorial Expansion II & Triumph                    | 2008 01.08.2012       | Выпущен в DE формате. Позже переиздан.                                                                             |
| 3 | Concert Tour 2006—2007 Roman ~ Bokutachi no tsunagaru monogatari~          | 08.01.2007            | Выпущен в форматах RE и LE                                                                                         |
| 4 | 6th Story concert tour MOIRA ~soredemo oikinasai korayou~                  | 25.03.2009            | Выпущен в форматах RE и LE                                                                                         |
| 5 | Triumph of 3rd Territorial Expansion — celebration of Revo’s Inception     | 09.12.2009            | Выпущен в форматах DVD RE1+DVD RE 2; BD RE 1+BD RE 2; DVD DE BOX                                                   |
| 6 | 5th Anniversary movie «Across the Horizon»                                 | 24. 03.2009           | Компиляция концертов, Выпущен на DVD и BD                                                                          |
| 7 | 7th Story concert Marchen ~Kimi ga ima waratteiru, mabushii sono jidai ni~ | 27.07.2011            | Выпущен на DVD и BD. Некоторые диски отличаются специальными сценами                                               |
| 8 | The Assorted Horizon                                                       | 18. 06.2014           | Первый релиз к 10-летию мажор-дебюта. Выпущен в форматах RE DVD; RE BD; и DE BD BOX                                |
| 9 | Nein ~Seiyou kottou yaneura-dou e youkoso~                                 | 20.01.2016            | Выпущен в форматах RE, DE и Super DE, последний стоит 100,000 йен и включает в себя многочисленные бонусы и комод. |

Прим. В 9th story Nein DE также включены фрагменты концертов с празднования 10-летия (октябрь 2014)

### Linked Horizon

#### PV
| № | Название              | Источник                |
| - | --------------------- | ----------------------- |
| 1 | Kano mono no na wa…   | Luxendark shokoku LE    |
| 2 | Guren no Yumiya       | Jiyuu no Shingeki LE    |
| 3 | Akatsuki no Chinkonka | Rakuen e no Shingeki LE |

Прим. также существует видео с выступления на Kohaku uta gassen, выступление на Songs of Tokyo и Anison! Premium special

#### Live
| № | Название                                     | Дата выхода | Примечания                                                              |
| - | -------------------------------------------- | ----------- | ----------------------------------------------------------------------- |
| 1 | Luxendarc Kikou                              | 23.03.2013  | Выпущен на DVD и BD                                                     |
| 2 | Shingeki no Kiseki Soin Shuketsu Gaisen Koen | 26.12.2018  | Выпущен в RE, LE и DE форматах, последний включает в себя «кусок стены» |

## Другое
Санхора активно развивается в «других сферах искусства» — манге и новеллах. В манге и новеллах представлены лишь некоторые из возможных интерпретаций, и истории, рассказанные в них, не считаются каноном в полной мере, а только одной из возможных точек зрения.
| №  | Название                                     | Суть      | Автор                     | Год                        | Объем   | Примечания | Даты выхода. |
| -- | -------------------------------------------- | --------- | ------------------------- | -------------------------- | ------- | --- | --- |
| 1  | Shijin Ballad no Higeki                      | манга     | неизвестен                | 2001                       | 1 глава | Бонус для заказывавших 1st story Chronice по интернету. Основана на одноимённой песне. В официальном списке манги не упоминается. | |
| 2  | Shirogane no ya （白銀の矢）                 | манга     | Kenjira Takeshita         | 2006                       | 1 глава | Сперва вышел на 84-м комикете, затем в журнале Abracadabra. Основана на песне Koibito wo uchiotoshita hi. В официальном списке манги не упоминается.                                                                                     | Октябрь 2006 — выход в журнале «Абракадабра». Также в качестве бонуса была иллюстрация мангаки Аиды Ю к песне 緋色の風車 ～Moulin Rouge～ (Огненная мельница) |
| 3  | Ark                                          | манга     | Katsura Yukimatsu         | декабрь 2006 — январь 2007 | 2 главы | Вольная интерпретация событий песни «Ark» Издавалась в Ultra Jump, отдельно не выпускалась, в декабре 2015 г была перепечатана в Ultra Jump отдельной брошюрой как бонус к 1-й главе «Moira». В официальном списке манги не упоминается. | Ноябрь 2006 — декабрь 2006 — 1-е издание в журнале Ultra Jump Декабрь 2015 — переиздание в виде бонус-памфлета в журнале Ultra Jump.                          |
| 4  | Roman                                        | манга     | Katsura Yukimatsu         | 2008                       | 2 тома  | Интерпретация 5th story CD Roman. В декабре 2015 г. была переиздана. | 23.04.2008 — 1-й том 24.01.2009 — 2-й том 15.12.2015 — переиздание обоих томов                                                                                |
| 5  | Elysion (Elysion 二つの楽園を廻る物語)       | новелла   | Jumonji Ao Hidari         | 2014 —2015                 | 2 тома  | Вольная интерпретация событий 4st story CD Elysion.Выпущена в честь празднования 10 летия мажор-дебюта. | 14.02.2015 — 1-й том 27.06.2015 — 2-й том |
| 6  | Elysion (Elysion 二つの楽園を廻る物語)       | манга     | Sakura Kanoshita          | 2015 —2016                 | 2 тома  | Манга на основе новеллы Вольная интерпретация событий 4st story CD Elysion.Выпущена в честь празднования 10 летия мажор-дебюта. | 26.10.2015 — 1-й том 26.05.2016 — 2-й том |
| 7  | Märchen Old Testament (旧約Märchen)          | манга     | Shina Soga                | 2015 —20??                 | 3       | Интерпретация 7st story Märchen Выпущена в честь празднования 10 летия мажор-дебюта. Приостановлена в 2018-м году из-за болезни Соги | 07.07.2016 — 1-й том 07.02.2018 — 2-й том |
| 8  | Märchen New Testament (新約Märchen)          | манга     | Torikai Yasayuki          | 2015—2019                  | 5       | Интерпретация 7st story Märchen Выпущена в честь празднования 10 летия мажор-дебюта. | 17.05.2016 — 1-й том 17.02.2017 — 2-й том 17.11.2017 — 3-й том 17.01.2019 — 4-й том                                                                           |
| 7  | Roman (Roman 冬の朝と聖なる夜を廻る君の物語) | новелла   | Jumonji Ao Hidari         | 2016                       | 2 тома  | Интерпретация 5th story Roman Выпущена в честь празднования 10 летия мажор-дебюта. | 01.01.2016 — 1-й том 26.06.2016 — 2-й том |
| 8  | Moira                                        | манга     | Katsura Yukimatsu         | 2016 — 20??                | ?       | Интерпретация 6th story CD Moira Выпущена в честь празднования 10 летия мажор-дебюта. Прервалась после 3-й главы из-за болезни Кацуры | |
| 9  | Vanishing Starlight                          | манга     | Arisaka Ako               | 2016                       | 2 тома  | Интерпретация Anniversary Single Vanishing Starlight Выпущена в честь празднования 10 летия мажор-дебюта, вышла в RE и LE форматах. | 26.08.2016 — 1-й том 25.07.2017 — 2-й том |
| 10 | Nein～9th Story～                            | манга     | Arisaka Ako и другие      | 2016-2017                  | 3 тома  | Интерпретация 9th story Nein. Выпущена в честь празднования 10 летия мажор-дебюта. Содержанием связана с Vanishing starlight, вышла в RE и LE форматах. Каждую историю рисовал новый художник, являющийся фанатом Sound Horizon          | 24.12.2016 — 1-й том 26.06.2017 — 2-й том 26.07.2017 — 3-й том                                                                                                |
| 11 | Vanishing Starlight                          | новелла   | Tokita Tooru, Arisaka Ako | 2016-2017                  | 2 тома  | Интерпретация Anniversary Single Vanishing Starlight Выпущена в честь празднования 10 летия мажор-дебюта, вышла в RE и LE форматах. | 26.08.2016 − 1-й том 26.06.2017 — 2-й том |
| 12 | Vanishing Starlight                          | календарь | Arisaka Ako               | 2016                       | -       | 31-страничный календарь, вышедший ограниченным тиражом как бонус к 1-му тому манги Vanishing Starlight | |